# Minister voor Immigratie, Integratie en Asiel

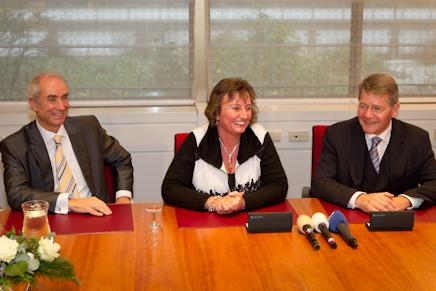
Piet Hein Donner (rechts) droeg op 16 december 2011 de portefeuille van het ministerie van Binnenlandse Zaken en Koninkrijksrelaties over aan Liesbeth Spies terwijl het onderdeel Integratie overging naar de portefeuille van minister Gerd Leers (links)

De Nederlandse functie minister voor Immigratie, Integratie en Asiel was tussen 2002 en 2012 een ministerspost zonder portefeuille van de Nederlandse regering. De staf van deze minister maakte deel uit van het ministerie van Binnenlandse Zaken en Koninkrijksrelaties. In 2002 werd de functie voor het eerst vervuld, toen nog onder Vreemdelingenzaken en Integratie.

## Geschiedenis

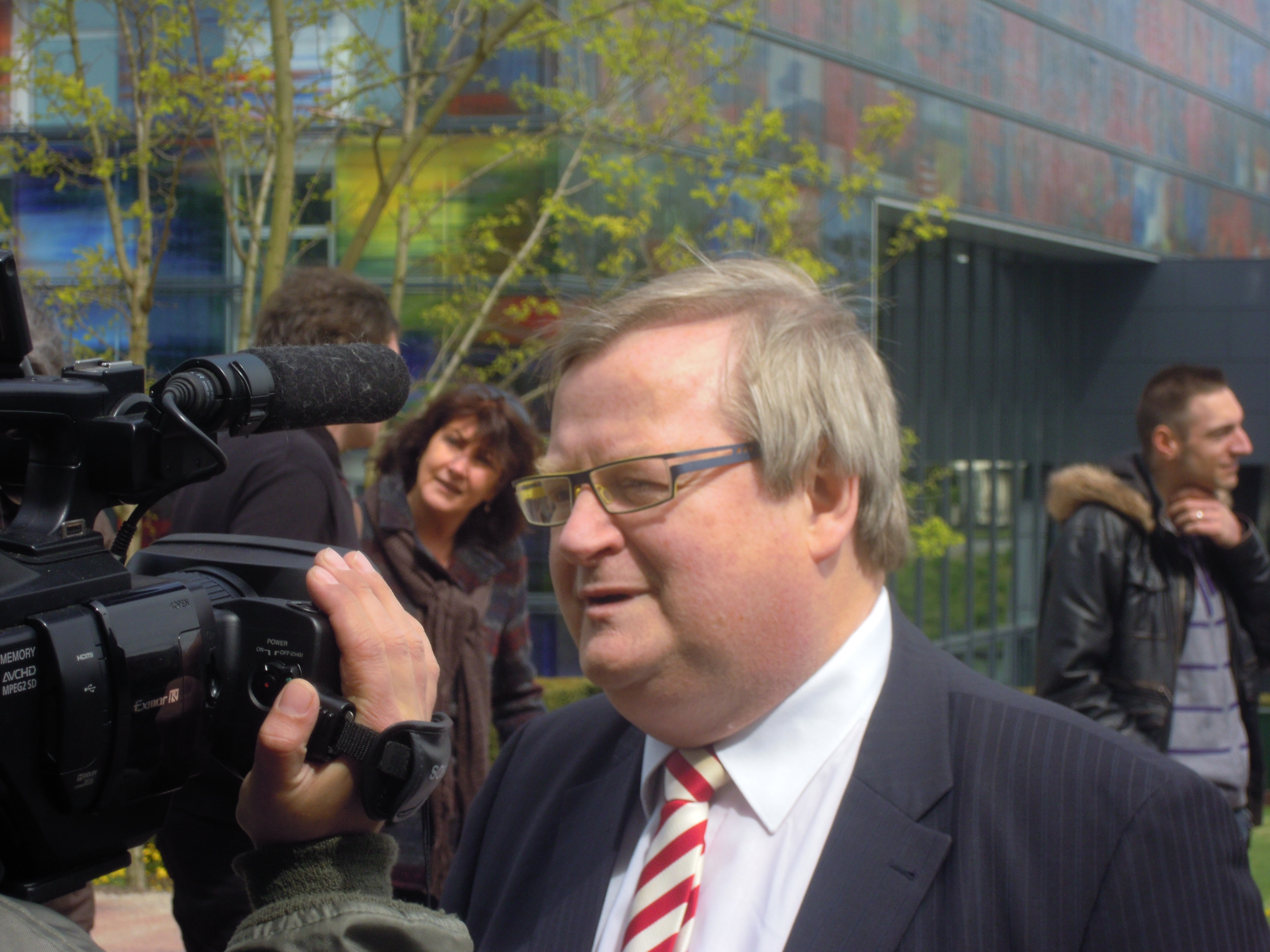
Hilbrand Nawijn op 6 mei 2012

De eerste minister voor Vreemdelingenzaken en Integratie was Hilbrand Nawijn (Lijst Pim Fortuyn; juli-oktober 2002, in demissionaire status oktober 2002-mei 2003).
Bij het aantreden van het tweede kabinet Balkenende nam Rita Verdonk deze functie over. Ten gevolge van een motie van afkeuring die op 13 december 2006 werd aangenomen over het kabinetsbesluit om een door de Tweede Kamer aangenomen motie over een generaal pardon voor asielzoekers niet uit te voeren, besloot het kabinet om de portefeuille Vreemdelingenzaken niet langer door Verdonk te laten uitvoeren. Vreemdelingenzaken werd weer ondergebracht bij de minister van Justitie, Ernst Hirsch Ballin. De portefeuille van Verdonk werd gewijzigd naar Integratie, Jeugdbescherming, Preventie en Reclassering.
Vervolgens werd minister Ella Vogelaar de minister voor Wonen, Wijken en Integratie. Het integratiebeleid werd - sinds haar aantreden - ondergebracht bij het ministerie van VROM. De justitiële aspecten van het vreemdelingenbeleid werden vanaf dat moment ondergebracht bij de staatssecretaris van Justitie.
In 2010 werd het oorspronkelijke ministerie (Vreemdelingenzaken en Integratie) in een nieuwe vorm teruggebracht, namelijk als de minister voor Immigratie en Asiel. Vanaf 14 oktober 2010 was Gerd Leers minister voor Immigratie en Asiel in het kabinet-Rutte.
Op 16 december 2011 kreeg Leers Integratie bij zijn portefeuille, wat eerder onder de minister van Binnenlandse Zaken viel.
Op 26 september 2012 werd bekendgemaakt dat er in het kabinet-Rutte II geen plaats meer is voor een minister voor Immigratie, Integratie en Asiel. De minister heeft plaatsgemaakt voor een minister voor Buitenlandse Handel en Ontwikkelingssamenwerking en een minister voor Wonen en Rijksdienst. Immigratie en asiel zijn naar het ministerie van Veiligheid en Justitie gegaan, terwijl integratie en inburgering naar het ministerie van Sociale Zaken en Werkgelegenheid gingen.
In juli 2024 werd er opnieuw een speciaal  ministerie van Asiel en Migratie ingesteld bij het aantreden van het kabinet-Schoof.